# 아델라르도 로드리게스
아델라르도 로드리게스 산체스(스페인어: Adelardo Rodríguez Sánchez, 1939년 9월 26일, 에스트레마두라 지방 바다호스 ~)는 줄여서 아델라르도(스페인어: Adelardo)로 알려진 스페인의 전 축구 선수이다.

## 클럽 경력
아델라르도는 1959년에서 1976년까지 17년 동안 아틀레티코 마드리드의 선수로 활약했다. 그는 그의 세대에서 가장 성공적인 미드필더로 꼽히는데, 기술과 골냄새를 맡는 늑력이 탁월했다.
현역 시절, 그가 아틀레티코 마드리드에서 활약할 때 라 리가를 3번(1965–66, 1969–70, 1972–73), 코파 델 헤네랄리시모를 5번(1959–60, 1960–61, 1964–65, 1971–72, 1975–76), UEFA 컵위너스컵을 1번(1961-62), 그리고 인터콘티넨털컵을 1번(1974) 우승하였다.
그는 아틀레티코 마드리드의 공식 경기에 550번 출전하여 현재까지 구단 역대 최다 출전자로 이름을 남기고 있으며, 이 기간 동안 113골을 넣었다.

## 국가대표팀 경력
그는 스페인 국가대표팀 경기에 14번 출전하여 2골을 기록하였다. 그는 1962년 FIFA 월드컵과 1966년 FIFA 월드컵에 참가하기도 했다.

### 국가대표팀 득점 기록
아래의 점수에서 왼쪽의 점수가 스페인의 점수이다.
| #  | 날짜            | 경기장                              | 상대       | 점수 | 최종결과 | 대회               |
| -- | --------------- | ----------------------------------- | ---------- | ---- | -------- | ------------------ |
| 1. | 1962년 6월 6일  | 칠레 비냐 델 마르 사우살리토        | 브라질     | 1–0  | 1–2      | 1962년 FIFA 월드컵 |
| 2. | 1963년 6월 13일 | 스페인 마드리드 산티아고 베르나베우 | 스코틀랜드 | 1–0  | 2–6      | 친선경기           |

## 수상 및 업적

### 클럽
아틀레티코 마드리드
- 인터콘티넨털컵: 1974
- UEFA 컵위너스컵: 1961–62
- 라 리가: 1965–66, 1969–70, 1972–73
- 코파 델 헤네랄리시모: 1959–60, 1960–61, 1964–65, 1971–72, 1975–76

### 개인
- 트로페오 파트리시오 아라볼라사: 1962

기록
- 아틀레티코 마드리드 최다 출전: 551경기 출전[1]